# 45. oklepni bataljon Slovenske vojske
45. oklepni bataljon Slovenske vojske (kratica: 45. OKB SV) je oklepna enota Slovenske vojske v sestavi 72. brigade Slovenske vojske, ki je nastanjena v vojašnici Pivka.

## Zgodovina
45. OKB je bil ustanovljen 1. oktobra 2002 iz delov razformiranih 44. in 54. oklepno-mehanizirinega bataljona.
Od februarja 2006 ga zraven redno zaposlenih pripadnikov Slovenske vojske popolnjujejo pripadniki rezervne sestave (PPRS).

## Poveljniki
- major Roman Kervina (1. marec 2011 - 30. marec 2013)
- major Vladimir Bevetek (29. februar 2008 - 1. marec 2011)
- stotnik Mladen Lujić (15. november - 29. februar 2008) (začasno)
- major Pavel Jereb (1. december 2006 - 15. november 2007)
- stotnik Pavel Jereb (2. oktober 2006 - 30. november 2006) (začasno)
- major Marko Unger (15. september 2005 - 2. oktober 2006)
- major Roman Urbanč (14. oktober 2003 - 15. september 2005)
- podpolkovnik Friderik Škamlec (1. oktober 2002 - 14. oktober 2003)

## Organizacija
- poveljstvo
- poveljniško-logistična četa
- 1. tankovska četa
- 2. tankovska četa

## Oborožitev
Glavna oborožitev bataljona so tanki M-84.